# Finances internacionals
Les finances internacionals (també anomenades economia monetària internacional o macroeconomia internacional) són la branca de l'economia financera que s'ocupa àmpliament de les interrelacions monetàries i macroeconòmiques entre dos o més països. Les finances internacionals examinen la dinàmica del sistema financer global, els sistemes monetaris internacionals, la balança de pagaments, els tipus de canvi, la inversió estrangera directa i com es relacionen aquests temes amb el comerç internacional.
De vegades anomenades finances multinacionals, les finances internacionals també s'ocupen de qüestions de gestió financera internacional. Els inversors i les corporacions multinacionals han d'avaluar i gestionar els riscos internacionals, com ara el risc polític i el risc de canvi, com ara l'exposició a les transaccions, l'exposició econòmica i l'exposició a la traducció.
Alguns exemples de conceptes clau dins de les finances internacionals són el model Mundell-Fleming, la teoria de l'àrea monetària òptima, la paritat del poder adquisitiu, la paritat dels tipus d'interès i l'efecte Fisher internacional. Mentre que l'estudi del comerç internacional fa ús principalment de conceptes microeconòmics, la investigació financera internacional investiga sobretot conceptes macroeconòmics.
Les dimensions del risc polític i de divises de les finances internacionals provenen en gran part del fet que les nacions sobiranes tenen el dret i el poder d'emetre monedes, formular les seves pròpies polítiques econòmiques, imposar impostos i regular el moviment de persones, béns i capitals a través de les seves fronteres.

## Història

### Xina i la moneda fiduciaria
La idea de la moneda fiduciaria es va establir fa poc més de mil anys a la Xina durant les dinasties Yuan, Tang, Song i Ming. A la dinastia Tang (618-907) hi havia una gran demanda de moneda metàl·lica que superava l'oferta de metalls preciosos. La gent ja estava familiaritzada amb l'ús de les notes de crèdit, i ràpidament van començar a acceptar trossos de paper o esborranys en paper.
L'escassetat de monedes va obligar a aquestes persones a canviar de monedes a bitllets. Durant la dinastia Song (960-1276), hi va haver un negoci en auge a la regió de Sichuan que va provocar una escassetat de diners de coure. Això va fer que els comerciants emetissin bitllets privats coberts per una reserva monetària. Es va considerar que era la primera moneda de curs legal. El paper moneda es va convertir en l'única moneda de curs legal a la dinastia Yuan (1276-1367) i l'emissió de bitllets es va conferir al Ministeri de Finances durant la dinastia Ming (1368-1644). Els diners fiduciaris poden servir com una bona moneda si poden gestionar el paper que l'economia d'una nació necessita de la seva unitat monetària: emmagatzemar valor, proporcionar un compte numèric i facilitar l'intercanvi. També té un excel·lent senyoria, és a dir, és més rendible que una moneda directament vinculada a la producció que una moneda directament vinculada a una mercaderia.
A l'escenari internacional, les monedes fiduciaries no eren realment rellevants fins que els EUA van retirar la seva moneda del patró or el 1971. En aquest punt, altres nacions van seguir el mateix creant un entorn on es podia crear una quantitat infinita de diners. Abans d'això, la moneda d'una nació, que no estava acreditada per metalls preciosos, no s'acceptava a canvi de béns i serveis fora del país d'acollida on es produïa.

### Conferència de Bretton Woods
La creació del Fons Monetari Internacional (FMI) i el Banc Mundial són un dels punts d'inflexió més significatius de la història de les finances internacionals. A través de dècades de negociació entre potències internacionals i la persistència de les superpotències econòmiques, cap esdeveniment va inspirar la unitat per determinar les regles justes del comerç i la política monetària que la Segona Guerra Mundial. A Bretton Woods, New Hampshire, delegats de 44 nacions es van reunir per determinar quines serien les regles del comerç internacional després de la guerra.
Després de completar la Conferència de Bretton Woods, es va establir i es va començar a desenvolupar el marc per a l'FMI i el Banc Mundial. Com a resultat, el comerç internacional es va disparar, ja que l'intercanvi entre països i entre continents finalment va tenir una manera mesurable de determinar els tipus de canvi i el valor raonable de la moneda. Els bancs dels països individuals ja no eren el factor determinant per determinar un tipus de canvi just, eliminant les inconsistències entre els sistemes monetaris dels països individuals.
El sistema de Bretton Woods no va durar gaire, ja que després de la Segona Guerra Mundial els Estats Units van ser els propietaris físics de la major part del subministrament d'or del món. Això significava que les monedes dels països havien d'estar vinculades a un recurs sobre el qual els EUA tenien un quasi monopoli. Aquest estat de coses només va durar al voltant de 20 anys, ja que el 1971, sobretot, els francesos que eren escèptics que el dòlar nord-americà fos la moneda de reserva del món van recuperar la major part del seu or que van exportar als EUA per protegir-los. Aquesta acció va ser inherentment una força desestabilitzadora del dòlar dels EUA, ja que en qualsevol moment abans d'això, les persones o empreses podien canviar els seus dòlars nord-americans per or. Moltes altres nacions van seguir l'exemple en una metafòrica "Febre de l'or" per obtenir or dels EUA intercanviant dòlars. El resultat d'aquesta acció va ser que la moneda de reserva mundial, el dòlar nord-americà, ja no estava vinculada a l'or des de 1971, amb Richard Nixon eliminant el factor de convertibilitat del dòlar nord-americà. Això va canviar fonamentalment les finances internacionals, ja que ja no era la moneda mundial basada en res físic, sinó que va passar a una moneda fiduciaria (diners sense valor intrínsec que s'utilitzen com a diners a causa d'un decret governamental).